# Glyxnäs

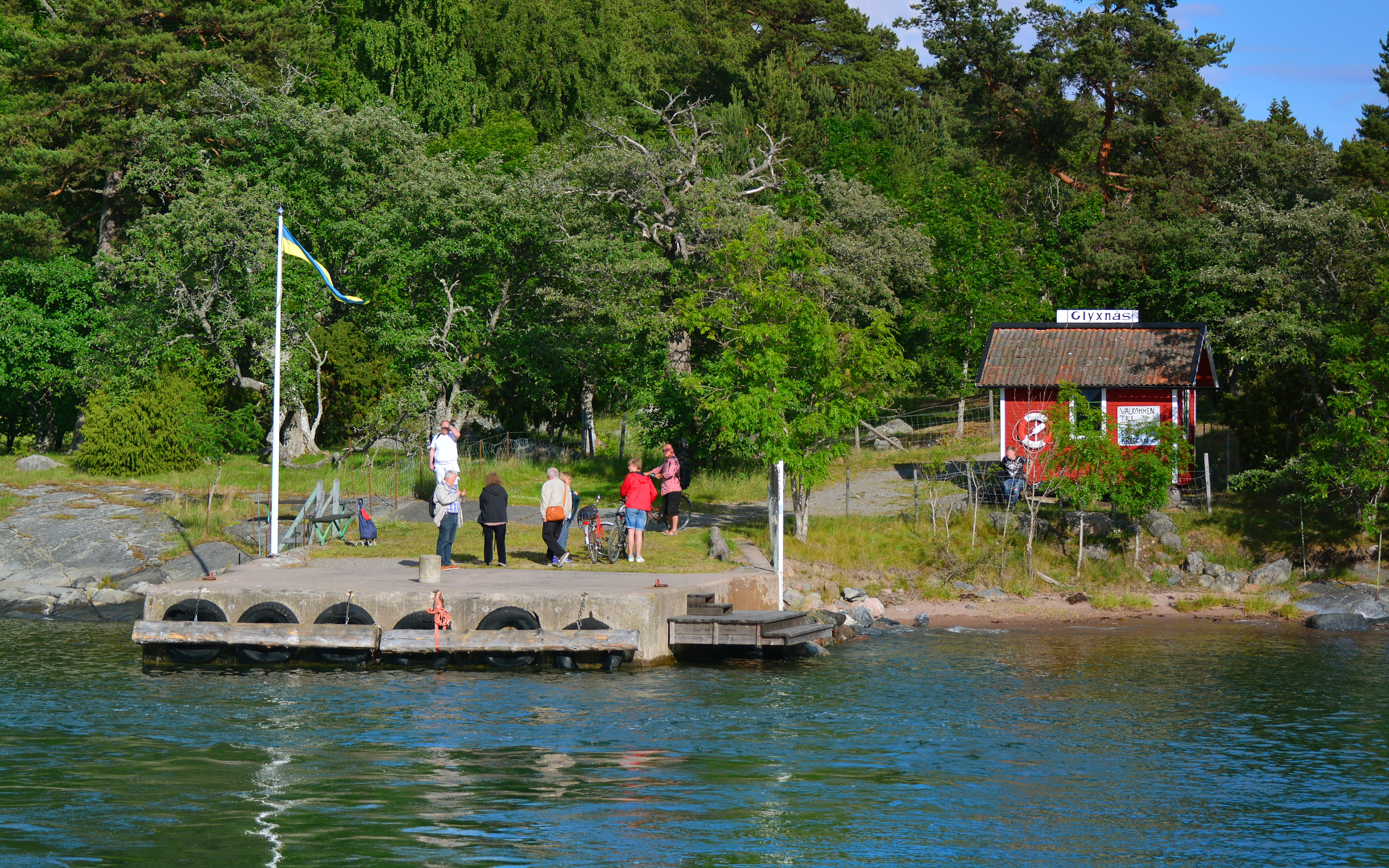
Glyxnäs brygga.

Glyxnäs är en by på Blidö i Norrtälje kommun.
Glyxnäs var en av de ursprungliga bryggorna när reguljär ångbåtstrafik startade gå genom Blidösund 1876. När Waxholmsbolaget 1908 började konkurrera med Blidösundsbolaget (se Ångbåtskrigen) försökte byborna stänga ute Waxholm III genom att bygga ett högt staket runt bryggan. När Waxholmsbolaget året efter hade konkurrerat ut Blidösundsbolaget blev Glyxnäs en knutpunkt där båtlinjerna genom Blidösund och längst Blidös utsida via Söderöra och Norröra delade på sig.
År 1905 drogs landsvägen från Oxhalsö ner till Glyxnäs och band slutgiltigt ihop Sikmarö med resten av Blidö.
Än idag är Glyxnäs en viktig brygga som angörs av flera av Waxholmsbolagets linjer (bland annat den så kallade Nord-sydlinjen) och för S/S Blidösund. Glyxnäs är också ändhållplats för busslinje 634 som trafikerar Blidö.